# Vepses
Els vepses són un poble que parla el vepse, una llengua uraliana. Ells s'anomenen vepslaine, bepslaane, lüdinik i lüdilaine. A la crònica de Jordanes (s. IV) els pobles anomenats vas i vasina potser són vepses. En el segle ix les cròniques russes els anomenen Весь (ves), i en el segle X els àrabs visu. L'etimologia del mot veps és fosca. Antigament, a les fonts russes, veps, vots i estonians, eren anomenats chud. En el segle xix, alguns lingüistes finesos s'havien referit als vepses amb el nom de chud. En rus actual els vepses són anomenats chukhars o chukhnas.

## Territori
Avui l'hàbitat dels vepses es troba entre els llacs Ladoga, Äänisjärv (Îíåãà) i Valgjärv (Áåëîå îçåðî), on viuen en tres grups separats. Els äänis (Nord) a Carèlia, vora Äänisjärv, al sud de Petrzavodsk, i s'anomenen lüdinik o lüdilainen. Els Centrals, el grup més nombrós, viu vora el riu Oyat (Sant Petersburg). Els meridionals viuen a l'Est de St. Petersburg, al nord-oest de Vologda, al riu Leedjõgi. Els meridionals i centrals no tenen gaire contacte, i els septentrionals són separats d'ells pel riu Süväri (Ñâèð) i per assentaments russos. Només el 0,7% dels vepses té idea del nombre i localització dels seus compatriotes. Des del 1928, alguns vepses meridionals, emigraren a Sibèria escapant de la col·lectivització, i viuen a Kemerovo (85 famílies). Altres viuen dispersos a Estònia. Els censos soviètics mostren una greu pèrdua de població. Quan els acadèmics finlandesos L. Kettunen, L. Posti i P. Siro visitaren els assentaments vepses a l'URSS el 1934, estimaren el seu nombre en 50.000.

## Població
Foren censats en 25.284 el 1897. Augmentaren a 32.773 en el cens soviètic del 1926, i es mantingueren en 32.000 en el del 1939. Baixaren dràsticament a 16.400 en el del 1959 i a 8.281 en el del 1970. Encara baixarien a 8.094 en el del 1979.
Segons el cens soviètic del 1989 hi havia 12.100 vepses enregistrats, dels quals 5.945 vivien a Carèlia i 4.273 a Vologda.

## Història
Els monticles funeraris del 950-1100 indiquen que ja hi vivien a Carèlia, on es dedicaven al comerç de pells al llarg del Volga i dels afluents orientals. El 1075 Adam de Bremen parlava dels wizzi, i el monjo Nestor dels ves a la seva crònica.

### Contacte amb els russos
La invasió eslava de terres dels vepses acabà amb la supremacía de Nóvgorod. El 1485, foren annexats al Principat de Moscòvia. La constant expansió dels assentaments russos els ha reduït a petites illes aïllades. L'arribada dels russos als tributaris dels Süväri i Jüvenjoe, dividiren els vepses septentrionals de la zona oriental, els lude. Els assentaments russos dominaren els territoris dels äänis-vepses en els s- XIV-XV. També accelerà la seva extenció el deteriorament ambiental (l'espoli de la fusta dels boscos al riu Oyat), la cristianització forçada i la russificació a les escoles (Sant Petersburg era la capital de l'imperi Rus). Però el més devastador fou el règim soviètic.

### La política soviètica
El segle XX suposà el seu despertar nacional, que rebé el suport oficial soviètic: 24 unitats administratives amb status de viles nacionals, part d'elles unides a dos districtes nacionals, Vidla, a Leningrad i Shoutjärve a la RSSA Carèlia. Es fundaren escoles de vepse i es creà una llengua escrita basada en el dialecte Central-Veps, a càrrec d'un departament de minories testablit a Leningrad, i fou nomenat un Comité pel Nou Alfabet, basat en el llatí.
El 1932 imprimiren el primer llibre, i se'n van fer 30 més, generalment llibres de text, pels pedagogs M. Hämäläinen i F. Andreyev, de manera que el 1934 les escoles vepses ja tenien material. 60 veps iniciaren estudis de magisteri a Lodeynoye Polye. El finès fou escollit com a llengua escolar pels d'Äänisjärve (Carèlia). Però el 1937 s'inicià una política d'opressió a les minories. S'aturaren totes les activitats culturals nacionals, i s'inicià la política d'assimilació: tancament d'escoles, llibres cremats, mestres empresonats, i alguns intel·lectuals foren assassinats (entre ells l'etnògraf Stepan Makaryev). Els districtes nacionals foren abolits (a Leningrad el 1939, a RSSA Carèlia el 1957) i dividits entre l'RSSA Carèlia i les regions de Leningrad i Vologda. També el 1937, les viles nacionals veps van perdre l'estatut. Els veps de Shimjärve abandonaren llurs llars i s'assentaren vora Äänisjärve. Això els portà gairebé a l'extinció (infraestructures desintegrades, treballs, comunicacions, etc.). Durant la Segona Guerra Mundial, els finlandesos ocuparen l'àrea dels Äänis-Veps i intentaren finesitzar l'educació. Alguns voluntaris s'uniren a l'exèrcit finlandès. La retirada finesa els provocà les ires soviètiques, que els acusaren de col·laboració.

### Després de la guerra
En la posguerra els joves vepses emigraren massivament a les ciutats, cosa que facilità la seva russificació i es reflecteix als censos del 1970 i 1979. En els documents i registres soviètics la seva nacionalitat fou minoritzada, i molts la canviaren per por o per vergonya. El 1983, per iniciativa acadèmica, es va fer una enquesta que es numerà en 13.000 veps a l'URSS, 5.600 a Carèlia, 4.000 a Leningrad i uns 1.000 al Vologda.

### Situació actual
A les viles vepses hi ha poc jovent, i la major part dels locutors de vepse tenen més de 40 anys. D'ençà del 1930 han enviat colons a l'àrea dels äänis-vepses, i han reduït llur percentatge cap al 50%; a les dues viles de Shoutjärve són gairebé minoria. Els emigrats i els seus fills perden la nacionalitat. El 1983 el Districte Nacional d'Äänisjärv (Carèlia) fou restablit però qualsevol aspiració a unificar-los administrativament rep l'oposició russa. El 1989 es creà una Societat Cultural Vepse, amb la idea de despertar la consciència lingüística, i augmentar el respecte per llur llengua, història i cultura. Però no reben cap suport de les autoritats, i la seva llengua tan sols és ensenyada, opcionalment a l'escola de Shoutjärve (Carèlia).